# Alan Sepinwall
Alan Sepinwall est un critique, journaliste et écrivain américain né le 19 octobre 1973. Il travaille pendant quatorze ans en tant que chroniqueur du Star-Ledger à Newark avant de quitter le journal en 2010 pour rejoindre le site web d'actualités de divertissement HitFix. Il écrit ensuite pour Uproxx où il travaille pendant deux ans. Depuis 2018 il est le chef critique de télévision pour Rolling Stone.

## Œuvres
- (en) Stop Being a Hater and Learn to Love The O.C., Chamberlain Bros., 27 juillet 2004 (ISBN 1596090065).
- (en) The Revolution Was Televised, auto-édition, 21 novembre 2012 (ISBN 978-0615718293, lire en ligne).
- (en) The Revolution Was Televised, Touchstone Books, 21 mai 2013 (ISBN 978-1476739670).
- (en) Alan Sepinwall et Matt Zoller Seitz, TV (The Book): Two Experts Pick the Greatest American Shows of All Time, Grand Central Publishing, 6 septembre 2016 (ISBN 978-1455588190).
- (en) Breaking Bad 101: The Complete Critical Companion, Abrams Books, 10 octobre 2017 (ISBN 978-1419724831).
- (en) Alan Sepinwall et Matt Zoller Seitz, The Sopranos Sessions, Abrams Books, 8 janvier 2019 (ISBN 978-1419734946).